# Pleurozia borneense
Pleurozia borneense là một loài rêu trong họ Pleuroziaceae. Loài này được Trevis. mô tả khoa học đầu tiên.
Danh pháp khoa học của loài này chưa được làm sáng tỏ. 